# Ghindari (gmina)
Ghindari – gmina w Rumunii, w okręgu Marusza. Obejmuje miejscowości Abud, Ceie, Ghindari, Solocma i Trei Sate. W 2011 roku liczyła 3250 mieszkańców.